# The Assassination of Richard Nixon
The Assassination of Richard Nixon (bra: O Assassinato de Richard Nixon; prt: O Assassínio de Richard Nixon) é um filme méxico-estadunidense de 2004 dirigido por Niels Mueller.

## Sinopse
Desempregado e recém-separado, Samuel J. Bicke decide se vingar matando o presidente Richard Nixon.